# 克拉嫩堡
克拉嫩堡是德国下萨克森州的一个市镇。总面积14.19平方公里，总人口731人，其中男性384人，女性347人（2011年12月31日），人口密度52人/平方公里。